# França nos Jogos Olímpicos de Verão de 1952

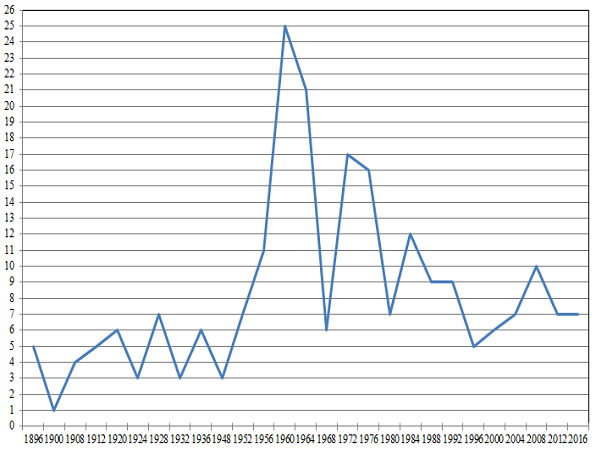
Classificação da França nos Jogos Olímpicos de Verão de 1896 a 2016

A França participou dos Jogos Olímpicos de Verão de 1952 em Helsinque, na Finlândia.